# Nu Puppis
Nu Puppis (20 Puppis) é uma estrela na direção da constelação de Puppis. Possui uma ascensão reta de 06h 37m 45.67s e uma declinação de −43° 11′ 45.3″. Sua magnitude aparente é igual a 3.17. Considerando sua distância de 423 anos-luz em relação à Terra, sua magnitude absoluta é igual a −2.39. Pertence à classe espectral B8III SB.